# A szer
A szer (eredeti cím: The Substance) 2024-es koprodukciós horrorfilm, amelyet Coralie Fargeat írt és rendezett. A főbb szerepekben Demi Moore, Margaret Qualley és Dennis Quaid látható.
Amerikában és az Egyesült Királyságban 2024. szeptember 20-án mutatták be a mozikban. Magyarországon október 10-én jelent meg az ADS Service forgalmazásában. Általánosságban pozitív véleményeket kapott a kritikusoktól. A 17,5 millió dolláros gyártási költségvetésből több mint 47 millió dolláros bevételt ért el. 

## Cselekmény
Elisabeth Sparkle, az Oscar-díjas színésznő és egy évtizedek óta népszerű televíziós aerobic-show műsorvezetője ötvenedik születésnapján megtudja, hogy a műsorát megszüntetik, mert már túl öreg. Nem sokkal később autóbalesetet szenved, miután látja, hogy az egyik reklámplakátját leszedik. A kórházban kap egy „The Substance (A szer)” feliratú USB-sticket, amely egy titokzatos gyártó találmányát hirdeti: egy olyan szérum, amelyet befecskendezve a felhasználó egy fiatalabb, szebb és „tökéletesebb” változatát hozza létre, bár a két fél továbbra is kapcsolatban marad egymással. Némi gondolkodás után Elisabeth megrendeli a terméket, és beadja az „aktivátort”, aminek eredményeképpen a hátán lévő vágásból megszületik önmaga fiatalabb változata.
A fiatalabbik változat, aki a „Sue” nevet veszi fel, a titokzatos szolgáltató utasításai szerint minden nap be kell injekcióznia magának egy „stabilizáló” szérumot, amelyet az öntudatlan Elisabethből vesznek ki. A két félnek kivétel nélkül hétnaponta testet kell cserélnie: az egyik öntudatlanul pihen, míg a másik megtapasztalja a világot. Sue saját aerobic-műsorban kap szerepet, majd hamarosan a hírnév és a csodálat új szintjére jut. Elisabeth ezzel szemben magányos életet él, és csak azért tartja a testét egyensúlyban, hogy a Sue számára szükséges szérumot vissza lehessen állítani az ő testében.
Az Elisabeth és Sue közötti ellentét egyre nyilvánvalóbbá válik; Elisabeth elkezd mértéktelenül enni és inni, míg Sue függőségből egyre több stabilizátort von ki, hogy késleltesse a testcserét, ami Elisabeth gyors öregedését okozza. Elisabeth kapcsolatba lép a szolgáltatóval, aki közli vele, hogy vagy folytatja a testcserét, vagy kilép a programból, de egyik lehetőség sem állítja vissza korábbi külsejét. Elisabeth beleegyezik, és Sue három hónapon keresztül megszakítás nélkül szedi a szérumot az öntudatlan Elisabethből. Sue-t bízzák meg a nagy sikerű szilveszteri műsor vezetésével, de az előző napon elfogy a szérum. Ismét testet kell cserélnie. Megdöbbenésére Elisabeth immár szőrtelen és torz.
Elisabeth kétségbeesésében vastag ruhákba öltözik, és közli a szolgáltatóval, hogy le akarja mondani a programot. Cserébe begyűjti a biztosított anyagot. De még mindig rajongásra szomjazva az utolsó pillanatban leállítja a Sue-ba adott injekciót, és újraéleszti őt, végleg megszakítva a kapcsolatukat. Amikor Sue meglátja a majdnem üres szérumot, bosszút áll: megöli Elisabethet, mielőtt elindulna a szilveszteri műsorba.
Mivel Elizabeth halála miatt nem tudja stabilizálni magát, Sue teste gyorsan romlani kezd a színfalak mögött. Kétségbeesett próbálkozásként, hogy megmentse magát, Sue szembeszáll a szolgáltató utasításaival, és megpróbálja létrehozni önmaga új változatát a megmaradt aktivátorral. Ehelyett véletlenül létrehozza „Monstro Elisasue”-t, a kettejük groteszk hibridjét. Monstro átveszi Sue helyét, és az élő adás során sokkolja a közönséget. Az elborzadt nézők pánikba esnek, ami Monstro lefejezésében csúcsosodik ki, akinek feje groteszk módon regenerálódik és vérbe robban. Miközben a nézőket elönti Monstro vére, a lénynek sikerül kimenekülnie, míg végül egy halom belsőséggé válik.
Az eredeti Elisabeth arca nyálkás masszaként bukkan elő a maradványokból, és a Hollywood Walk of Fame elhanyagolt csillagához kúszik. Elisabeth vigaszt talál, amikor a csillagra helyezkedik, és végül elolvad. Másnap a véres maradványait egy padlósúrológép távolítja el.

## Szereplők
| Szerep                   | Színész               | Magyar hang        |
| ------------------------ | --------------------- | ------------------ |
| Elisabeth Sparkle        | Demi Moore            | Tóth Enikő         |
| Sue                      | Margaret Qualley      | Törőcsik Franciska |
| Harvey                   | Dennis Quaid          | Kőszegi Ákos       |
| Fred                     | Edward Hamilton Clark |                    |
| Oliver                   | Gore Abrams;          |                    |
| rendezőasszisztens       | Oscar Salem           | Sipka Gábor        |
| öreg férfi az étteremben | Christian Erickson    | Barbinek Péter     |
| ápoló                    | Robin Greer           |                    |
| doktor                   | Tom Morton            |                    |
| Diego                    | Hugo Diego Garcia     |                    |
| sikoltozó ember          | Phillip Schurer       |                    |
| "A szer" hangja          | Yann Bean             |                    |
| Craig Silver             | Joseph Balderrama     |                    |

### Magyar változat
- Magyar szöveg: Egressy G. Tamás
- Hangmérnök és vágó: Szabó Péter
- Gyártásvezető: Szántai Szófia
- Szinkronrendező: Bartucz Attila
- Produkciós vezető: Nagy Márk

A szinkront a Budapest Audio készítette el.

## A film készítése
Coralie Fargeat rendező és producer volt, a Working Title Films társproducerei, Eric Fellner és Tim Bevan mellett, és a Blacksmith, egy párizsi székhelyű produkciós cég, amelyet Fargeat még ugyanebben az évben létrehozott. A szer forgatása 2022. május 9-én kezdődött, és 2022 októberében fejeződött be, 108 forgatási napot követően.

### Forgatás
A forgatás teljes egészében Franciaországban zajlott. A stúdiójeleneteket a Párizs melletti Seine-Saint-Denis-ben található Studios d'Épinay-ban forgatták, míg a Los Angeles-i külső jeleneteket az Azúr-parton vették fel.